# Bystraja
Bystraja (rusky Быстрая) je řeka v Rostovské oblasti v Rusku. Je 218 km dlouhá. Povodí má rozlohu 4180 km².

## Průběh toku
Teče po rovině. Ústí zleva do Severního Doňce (povodí Donu).

## Vodní stav
Zdroj vody je převážně sněhový. Na dolním toku v létě vysychá včetně přítoků.

## Využití
Na řece leží město Morozovsk.